# Park Narodowy Phong Nha-Kẻ Bàng

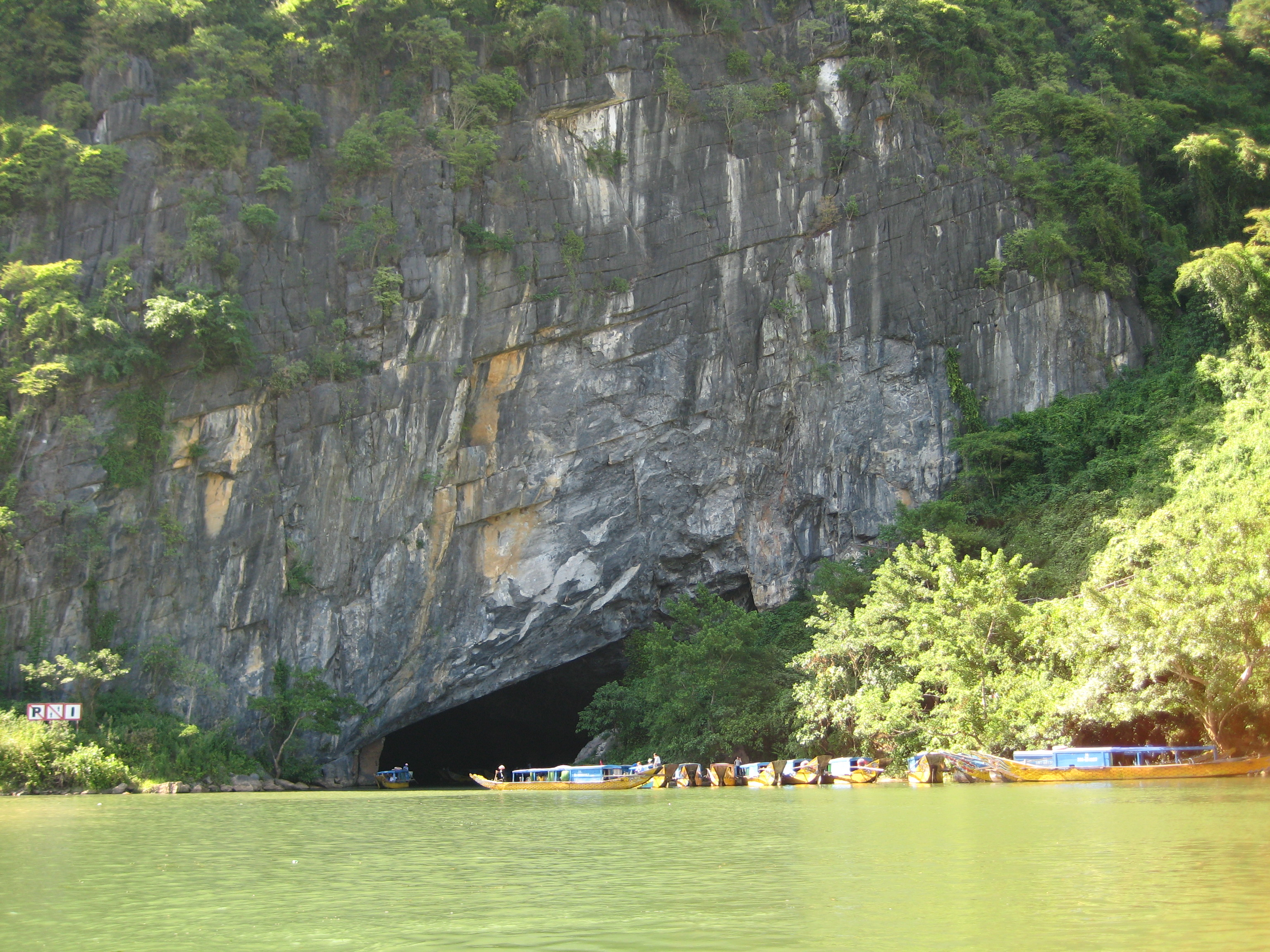
Phong Nha-Kẻ Bàng

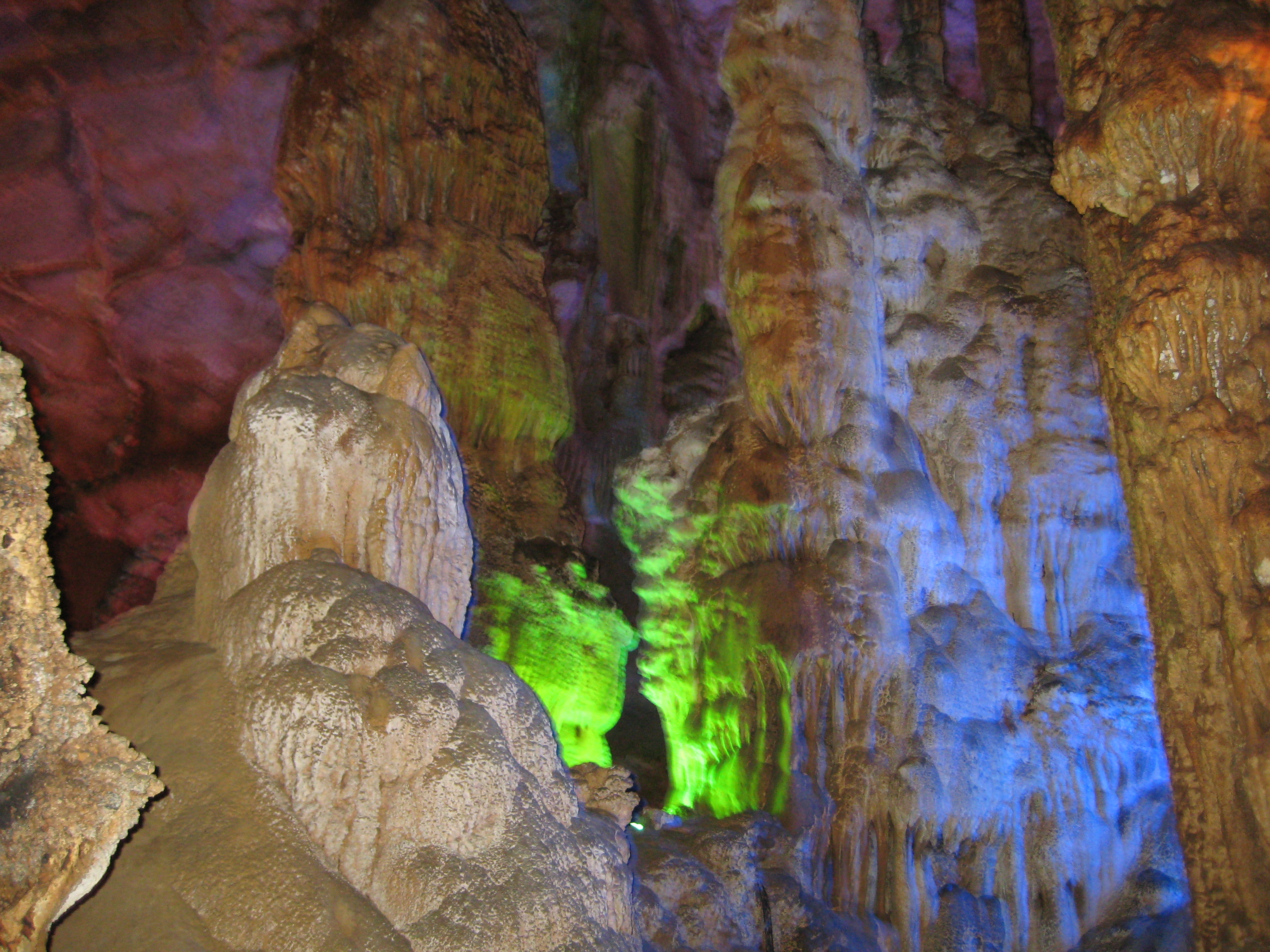
Phong Nha-Kẻ Bàng

Park Narodowy Phong Nha-Kẻ Bàng (wiet. Vườn quốc gia Phong Nha-Kẻ Bàng) – park narodowy leżący w północnej części Wietnamu, w prowincji Quảng Bình, na północ od gór Trường Sơn. Phong Nha-Kẻ Bàng znajduje się w odległości 55 km na północny zachód od Đồng Hới, ok. 450 km na południe od Hanoi. Sam park obejmuje 857,54 km², a razem ze strefą buforową prawie 2000 km². Przedmiotem ochrony są pierwotne lasy tropikalne, w których stwierdzono obecność 751 gatunków roślin wyższych i 381 gatunków zwierząt. Na terenie parku znajdują liczne jaskinie i podziemne rzeki, w większości niezbadane, tworzące korytarze o długości ok. 65 km.
Park Narodowy Phong Nha-Kẻ Bàng został wpisany w 2003 r. na Listę Światowego Dziedzictwa Przyrodniczego i Kulturalnego UNESCO (wpis rozszerzono w 2025 o Park Narodowy Hin Nam No w Laosie).
W kwietniu 2009 brytyjscy badacze odkryli nową jaskinię Sơn Đoòng o długości 5 km, 200 m wysoką i 150 m szeroką. Jaskinia ta jest uznawana za największą z dotychczas odkrytych na świecie.